# Universitat de Coïmbra
La Universitat de Coïmbra és una institució portuguesa d'ensenyament superior situada a la ciutat de Coïmbra. És una de les universitats més antigues d'Europa. El 2013 va estar declarada Patrimoni Històric de la Humanitat per la UNESCO.

## Història
Fou fundada l'any 1290 a Lisboa com Estudo Geral pel rei Dionís I de Portugal i transferida a Coïmbra el 1308, tan sols un segle més tard de la fundació del regne de Portugal. És la universitat més reconeguda de Portugal fora de les seves fronteres.
El 1288 va ser elaborada una Súplica al papa Nicolau IV signada pels abats dels monestirs d'Alcobaça, Santa Creu de Coïmbra i Sant Vicenç de Lisboa i pels rectors de 24 esglésies i convents del regne. En aquest document se sol·licitava la fundació d'un "Estudi General" finançat per les institucions religioses signants, però realment, no se sap si aquesta Súplica va arribar a la Santa Seu.
L'1 de març de 1290, Dionís I va signar a la població de Leiria, el document Scientiae thesaurus mirabilis, que instituïa la mateixa Universitat i demanava al papa Nicolau IV la seva confirmació. La butlla De statu regni Portugaliae del papa, amb data de 9 d'agost del mateix any, reconeixia l'Estudi General, amb les facultats d'Arts, Dret Canònic, Dret Civil i Medicina. La de Teologia es va reservar als convents dominics i franciscans, fins a aproximadament l'any 1380 que va passar a formar part de l'ensenyament del sistema portuguès.
La universitat es va instal·lar a Coïmbra, al Palau d'Alcáçova el 1308. El 1338 l'organisme es va traslladar a Lisboa per ordre d'Alfons IV, on va romandre fins al 1354, any en el qual va tornar a Coïmbra. Però el 1377 va tornar de nou per a la capital portuguesa per ordre de Ferran I. Allà va romandre fins al 1537, data en la qual, per ordre del rei Joan III va tornar a Coïmbra, romanent en aquesta ciutat fins als nostres dies.
El 1986 li fou concedit el Premi Príncep d'Astúries de Cooperació Internacional, juntament amb la Universitat de Salamanca per l'extraordinària aportació que ambdues han prestat a la formació de l'esperit de tots els països que integren la Comunitat iberoamericana i al seu diàleg tradicional amb les diverses universitats del continent americà, que va convertir l'Oceà Atlàntic en el "Mare Nostrum" de la cultura universal.

## Llocs d'interès

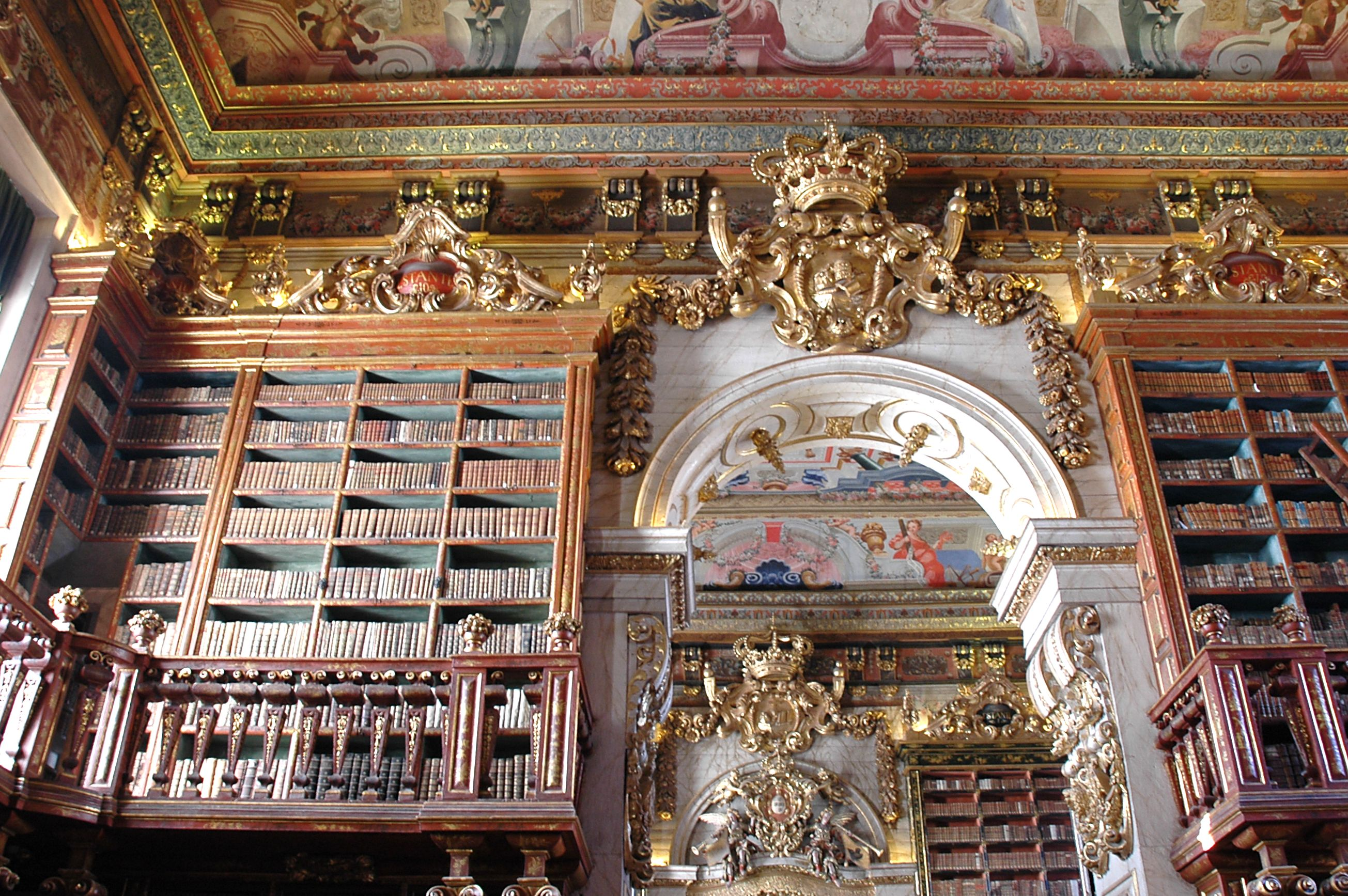
La biblioteca de principis del

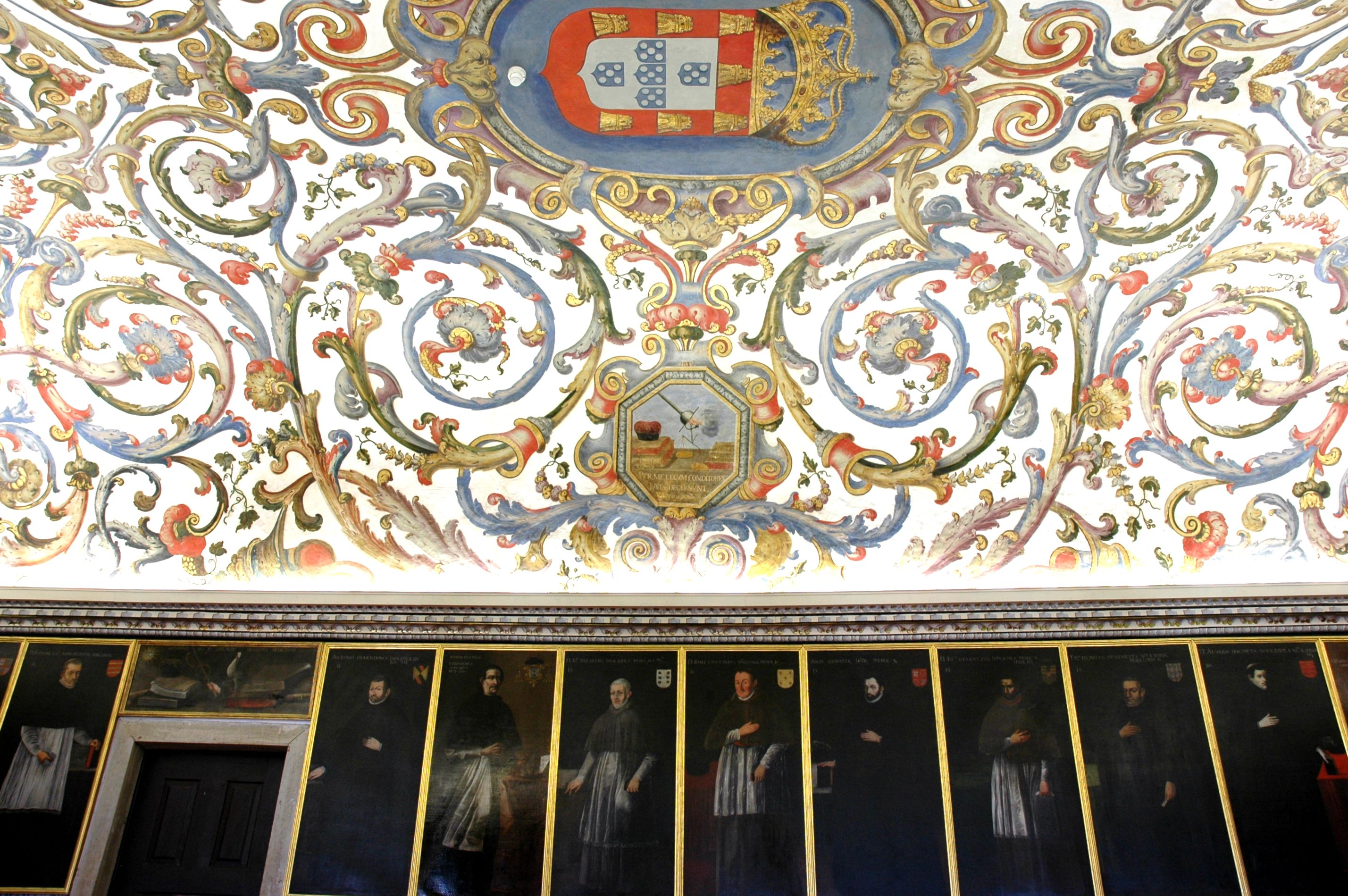
Sala dels exàmens privats

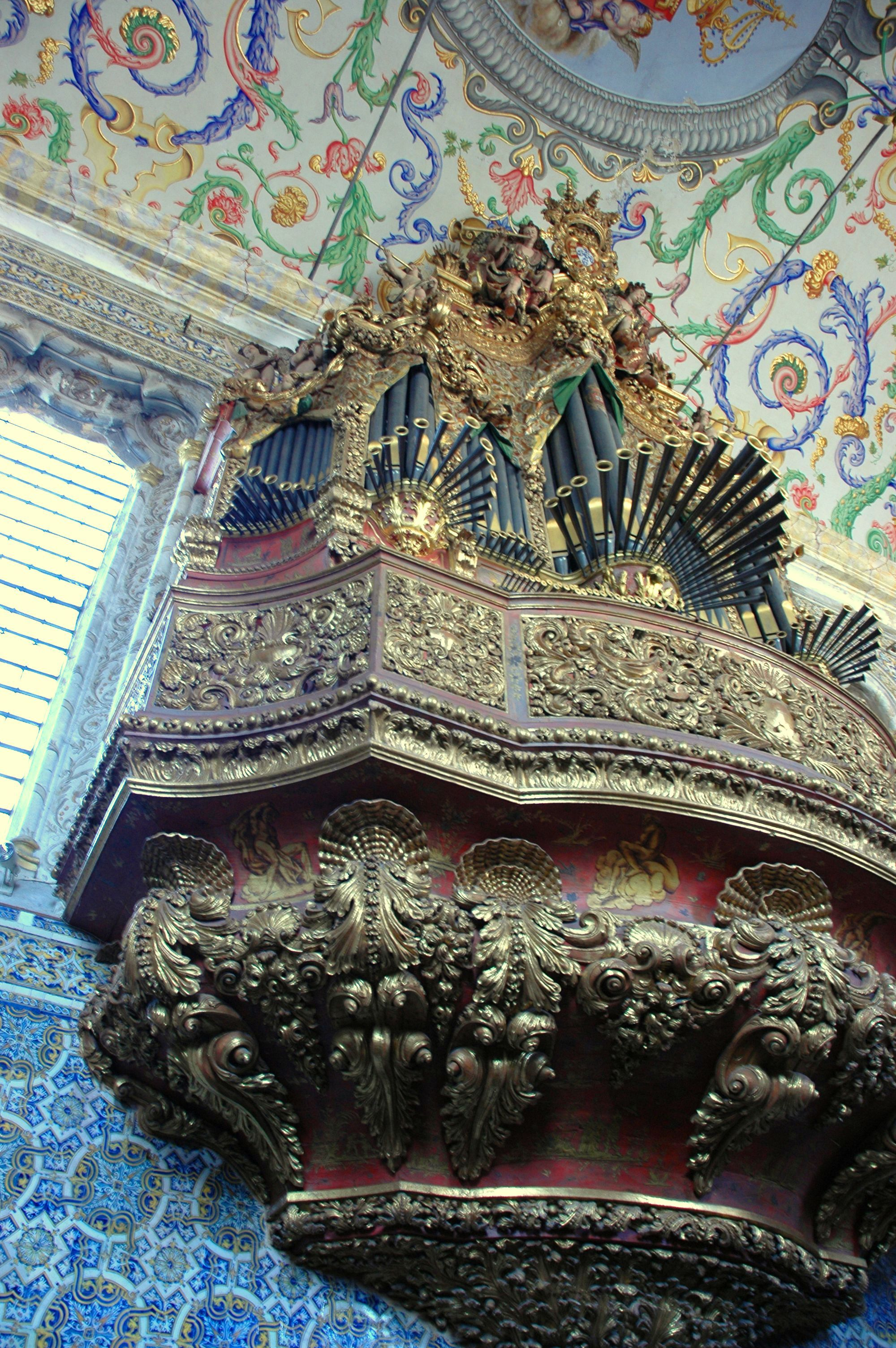
L'orgue de la capella de Sant Miquel

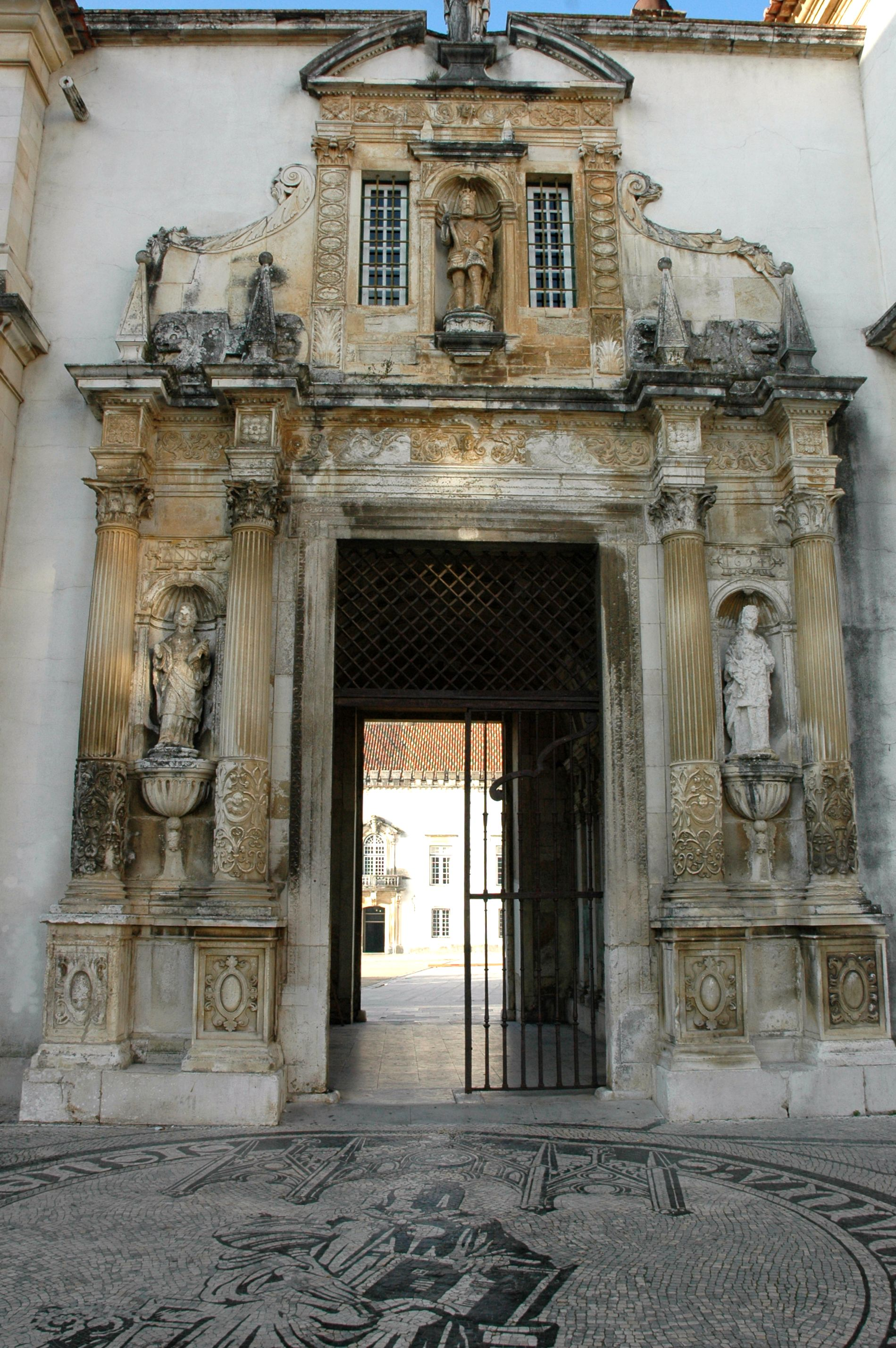
La Porta ferrada, dona accés a la universitat amb figures que representen les facultats

- La porta ferrada, construïda el 1634, és la que dona accés a la universitat. Està envoltada de figures que representen les diferents facultats.[8]
- Capella de Sant Miquel, encara que començada el 1517, l'interior de la capella és dels segles xvii i XVIII. Les rajoles i l'altar manierista queden eclipsats per l'orgue, amb àngels que proclamen la seva magnificència barroca. El pòrtic és manuelí, obra de Marcos Pires, construït el 1521.[9]
- Biblioteca joanina, anomenada així pel seu benefactor Joao V (l'escut d'armes del qual està sobre la porta), la biblioteca es va construir a principis del xviii. Les seves sales de fustes exòtiques i daurades, contenen 300.000 llibres.[10]
- Sala dels exàmens privats, amb un exuberant sostre de José Ferreira Araújo pintat el 1701 que s'arqueja sobre un fris de retrats d'antics rectors.
- Sala d'actes, coneguda com a Sala dos Capelos, és el lloc on se celebren els principals actes. Les cadires dels catedràtics s'alineen sota els retrats dels monarques portuguesos.
- El campanar, símbol de la universitat, pot veure's des de tota la ciutat. La més coneguda de les seves tres campanes, anomenada a cabra, ha convocat a generacions d'estudiants des de 1733.
- La Via Latina és una columnata afegida al palau al segle xviii. L'escut d'armes portuguès, sobre la doble escalinata, està coronat per una estàtua que representa la saviesa, mentre que a baix les figures de la justícia i la fortalesa envolten la de Josep I (1750-1777), al regnat del qual el marquès de Pombal va modernitzar la universitat.

## Alumnes i professors destacats
Per aquesta Universitat han passat en qualitat d'alumnes o professors:
- José Maurizio (1752-1815), mestre de capella i compositor;
- George Buchanan (humanista);
- Pedro Nunes (matemàtic);
- Sebastião de Melo (marquès de Pombal i ministre sota el regnat de Josep I de Portugal)
- António José de Almeida (polític);
- Egas Moniz (Premi Nobel de Medicina el 1949);
- Antonio de Oliveira Salazar (polític i dictador).
- Pedro Thalesio (compositor i teòric del segle xvi).
- José Anastácio da Cunha (matemàtic)

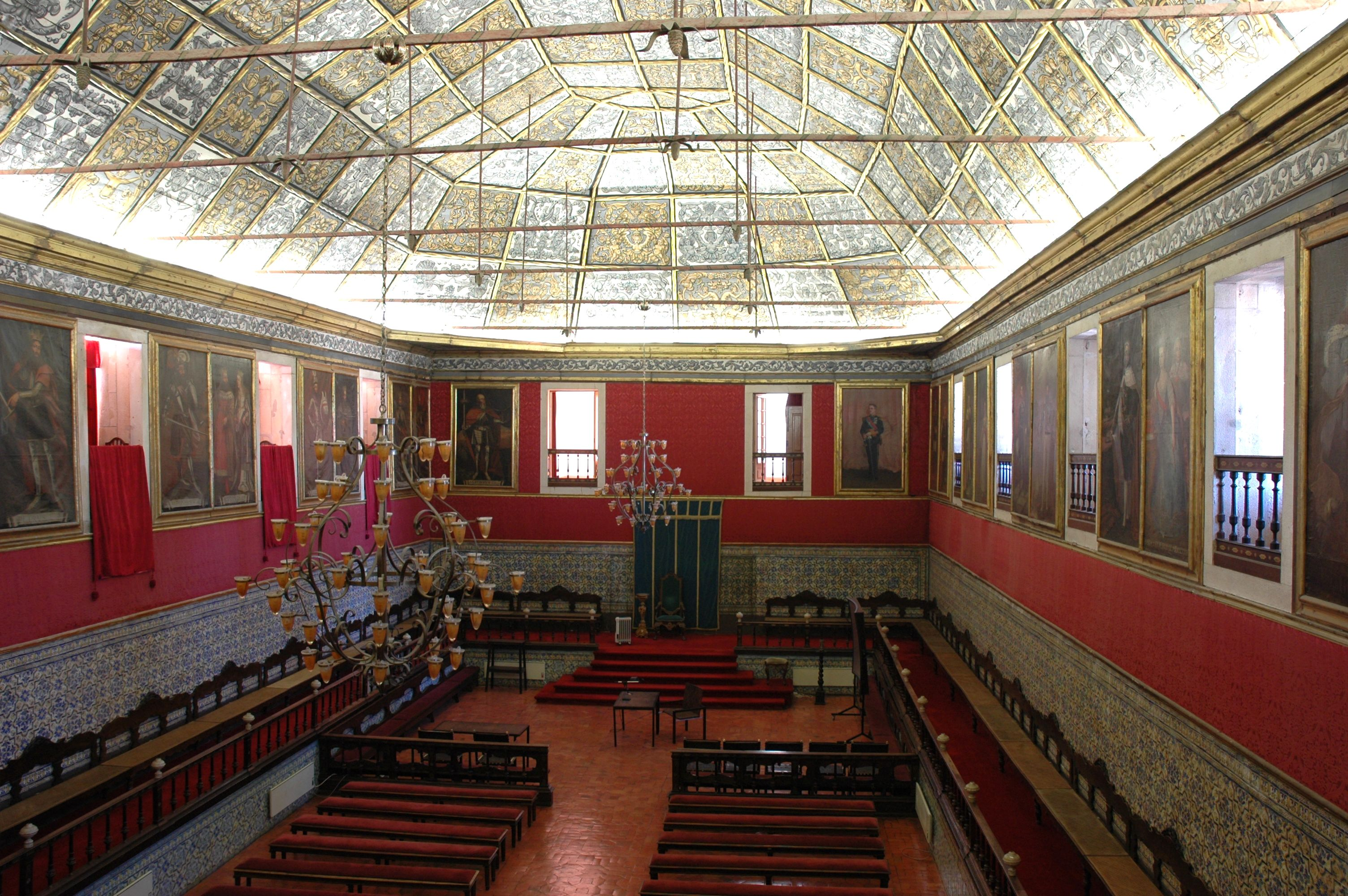
La sala d'actes

- José Monteiro da Rocha (astrònom)

## Facultats
Actualment la Universitat de Coïmbra compta amb vuit facultats: 
- Factultat de Lletres
- Facultat de Dret
- Facultat de Medicina
- Facultat de Ciències i Tecnologia
- Facultat de Farmàcia
- Facultat d'Economia
- Facultat de Psicologia i Ciències de l'Educació
- Facultat de Ciències de l'Esport i Educació Física

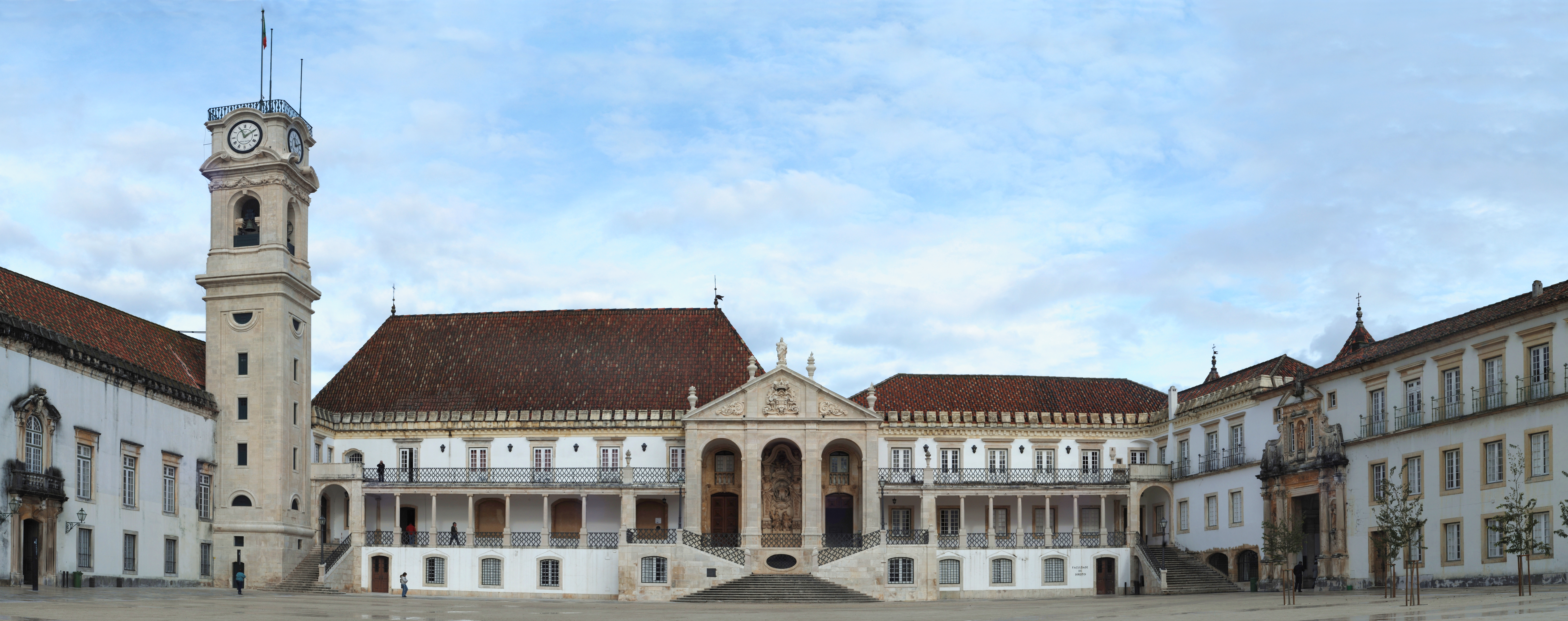
Façana l'antic Palau Reial convertit en Universitat

Pati de l'antic Palau Reial convertit en Universitat

Vista des de dalt del campanar de l'antic Palau Reial